# Marion Ogilvy
Marion Ogilvy, född 1500, död 1575, var en skotsk adelsdam, känd som mätress till den katolske kardinalen David Beaton. 
Marion Ogilvy var dotter till James Ogilvy, 1st Lord Ogilvy of Airlie (död 1504), och Janet Lyle (död 1520). Efter sin mors död fick hon ensam ansvaret för familjens gods. Vid samma tid inledde hon ett förhållande med David Beaton, abbot i Arbroath Abbey. Hon levde med honom på Ethie Castle, fick åtta barn med honom och fick 1524 en del i klostrets inkomster. Beaton blev senare kardinal och gav henne 1543 Melgund Castle i Angus. Kardinal Beaton var länge katolicismens förkämpe i Skottland. 
1 mars 1546 lät Beaton bränna protestanten George Wishart på bål för kätteri utanför  St Andrews Castle. Den 29 maj tog sin en grupp oppositionella protestantiska lorder in i slottet, grep Beaton och hängde honom offentligt i ett fönster inför hela staden. Ogilvy ska enligt en version ha lämnat slottet samtidigt som de tog sig in. Hon gifte sig 1547 med William Douglas, som dock avled samma år. Marion Ogilvy levde resten av sitt liv på Melgund Castle, där hon blev känd som katolsk lojalist under Maria Stuart. 